# Zemský sněm (Rakouské císařství)
Zemský sněm (německy Landtag) byl jednokomorový provinční parlament, existující v jednotlivých korunních zemích rakouského císařství, od roku 1867 v Rakousku-Uhersku, respektive v takzvaném Předlitavsku.

Mapa Rakousko-Uherska

## Dějiny
Do roku 1848 existovaly v některých zemích monarchie zemské sněmy, ale šlo o stavovská shromáždění neparlamentního typu. Jednotlivé zemské sněmy byly jako parlamentní volené samosprávné orgány zřízeny až na základě Únorové ústavy z roku 1861.
Zemské sněmy existovaly v těchto oblastech:
| Korunní země                    | Zemský sněm                   | Obcovací jazyk                     |
| ------------------------------- | ----------------------------- | ---------------------------------- |
| Dolní Rakousy                   | Dolnorakouský zemský sněm     | němčina                            |
| Horní Rakousy                   | Hornorakouský zemský sněm     | němčina                            |
| Salcburské vévodství            | Salcburský zemský sněm        | němčina                            |
| Štýrské vévodství               | Štýrský zemský sněm           | němčina                            |
| Korutanské vévodství            | Korutanský zemský sněm        | němčina                            |
| Kraňské vévodství               | Kraňský zemský sněm           | němčina a slovinština              |
| Vévodství města Terst           | Terstský zemský sněm          | italština                          |
| Istrie                          | Istrijský zemský sněm         | italština                          |
| Hrabství Gorice a Gradiška      | Zemský sněm Gorice a Gradišky | italština                          |
| Tyrolské hrabství               | Tyrolský zemský sněm          | němčina a italština                |
| Vorarlbersko                    | Vorarlberský zemský sněm      | němčina                            |
| České království                | Český zemský sněm             | němčina a čeština                  |
| Moravské markrabství            | Moravský zemský sněm          | němčina a čeština                  |
| Slezsko                         | Slezský zemský sněm           |                                    |
| Halič                           | Haličský zemský sněm          | polština a ukrajinština            |
| Bukovina                        | Bukovinský zemský sněm        | němčina, ukrajinština a rumunština |
| Království chorvatsko-slavonské | Chorvatský zemský sněm        |                                    |
| Bosna a Hercegovina             | Bosenský zemský sněm          |                                    |

V roce 1867 vzniká na základě Rakousko-uherského vyrovnání Uherský parlament.
Sněmy byly rozpuštěny v roce 1918 ve prospěch nových parlamentů vzniklých v nástupnických státech Rakouska-Uherska a jako zemské sněmy zůstaly pouze v Rakousku. V Jižním Tyrolsku od roku 1972 existuje parlament autonomní provincie Bolzano z důvodu její autonomie v rámci Itálie.